# 에어 캐나다 탱고
에어 캐나다 탱고(영어: Air Canada Tango)는 캐나다의 저비용 항공사로 2001년에 에어캐나다 일부 노선에 서비스를 제공하고, 고전하고 있는 본사에 운영비를 절감하기 위해 설립되었으며 에어 캐나다가 모체이다. 토론토에 본사를 두었으며 토론토, 오타와, 몬트리올, 캘거리, 밴쿠버와 같은 도시들 사이의 주요 장거리 캐나다 노선과 포트로더데일, 시애틀, 탬파, 멕시코 시티와 같은 미국과 멕시코의 몇몇 휴일 행선지를 운행하였다.
이 항공사의 이름은 자신이 서비스할 계획이었던 남부 겨울 목적지를 가리키는 "탄앤고(Tan and Go)"의 줄임말이다.

## 역사
에어 캐나다 탱고는 2001년 10월 10일 정식 출범하였으며, 다음날인 10월 11일, 항공권 판매와 운항을 시작하였다. 에어버스 A320과 보잉 737-200 항공기로 운항을 시작했으며, 기존 항공사들에 비해 최대 80% 할인된 가격으로 운임을 제공했다. 본 항공사의 한 가지 혁신은 티켓 비용을 절약하는 전자 항공권의 요구였다. 그러나 2004년 수요 부진으로 운항을 중단하였고 모기업인 에어 캐나다로 통합, 웹사이트 역시 모기업의 웹사이트로 이전되었다.
모체인 에어 캐나다는 가장 싼 항공료 카테고리의 브랜드로 "탱고"를 유지했으며 이후 2012년 에어 캐나다 루즈라는 레저노선 항공사를 설립하였고, 이 항공사는 오늘날까지도 운항하고 있다.

## 같이 보기
- 에어 캐나다